# (1755) Lorbach
(1755) Lorbach est un astéroïde de la ceinture principale.

## Description
(1755) Lorbach est un astéroïde de la ceinture principale. Il fut découvert le 8 novembre 1936 à Nice par Marguerite Laugier. Il présente une orbite caractérisée par un demi-grand axe de 3,09 UA, une excentricité de 0,05 et une inclinaison de 10,7° par rapport à l'écliptique.

## Compléments